# Parapet
Parapet tudi ograja je ovira, ki je podaljšek stene na robu strehe, terase, balkona, hodnika ali drugega objekta. Beseda prihaja iz italijanske parapetto (parare za pokrivanje / braniti in petto za prsi). Nemški ekvivalent brustwehr ima enak pomen. Kjer se razteza nad streho, je lahko parapet preprosto del zunanjega zidu, ki se nadaljuje nad črto površine strehe ali pa je lahko nadaljevanje navpičnega elementa pod streho kot požarni zid ali skupni zid.  Parapeti so bili prvotno uporabljeni za zaščito zgradbe ob vojaškem napadu, danes pa jih v glavnem uporabljajo kot varnostne ograje in za preprečitev širjenja požara.

## Vrste parapetov
Parapet je lahko navaden, kot prsobran, perforiran ali kaseten, kjer se termini ne izključujejo.
- Raven parapet je razširjen navzgor v zidu, včasih s kapo na vrhu in konzolo spodaj.
- Prsobrani so lahko ravni, vendar prebodeni, če ne zgolj kot stilistično, pa za streljanje obrambnih izstrelkov.
- Perforiran parapet je preboden v različnih oblikah, kot so krogi, tri ali štiri peresna deteljica.
- Kasetni parapet je okrašene z vrsto plošč, bolj ali manj izpopolnjenih (pozna in visoka angleška gotika).

## Zgodovinski parapetni zidovi
V Mojzesovih zakonih je bil predpisan parapet za novogradnje kot varnostni ukrep (Mojzesova 22: 8 – Kadar zidaš novo hišo, narêdi na strehi ograjo, da ne spraviš krvi nad svojo hišo, ko bi kdo po nesreči padel z nje).
Zrcalna stena v templju Sigiriya, Šrilanka je bila zgrajena med letoma 477 in 495 in je ena redkih ohranjenih zaščitnih ograjnih zidov iz antike. Zgrajena ob strani skale Sigiriya, je bila dolga približno 250 metrov in zaščitena pred slabim vremenom. Le okoli sto metrov zidu obstaja še danes, a opečni ostanki in utori v steni ob zahodni strani skale jasno kažejo, kje je preostanek zidu nekoč stal. 

## Parapet na strehah
Parapeti okoli strehe so pogosti v Londonu. To izvira iz Zakona o graditvi iz leta 1707, ki prepovedal štrleče lesene napušče v krajih Westminster in London zaradi požarne ogroženosti. Potreben je bil 18-palčni opečni parapet s streho v ozadju. Podobne rešitve so poznali tudi v mnogih krajih po svetu, pojav pa razširjen tam, kjer uporabljajo predvsem ravno streho, zaradi varnosti.

## Protipožarni parapeti
Mnogi požarni zidovi morajo imeti parapet, del zidu, ki se razteza nad streho. Parapet je potreben, da se kot ogenj ne more razširiti na sosednje objekte.

## Mostni parapeti
Parapeti ali ograje na mostovih in drugih inženirskih objektih (kot so podporni zidovi) uporabnikom preprečijo padec v globino.  Omejujejo tudi pogled, da se preprečijo nesreče in da delujejo kot protihrupne ograje.
Mostne ograje so lahko iz različnih materialov, kot je konstrukcijsko jeklo, aluminij, les in armiranega betona kot najpogostejši. Lahko so trdne ali vpete v konstrukcijo.
V evropskih standardih (CEN, francosko: Comité Européen de Normalisation) so parapeti opredeljeni kot podkategorija »sistemi za zadrževanje vozila« ali »sistemi za zadrževanje pešcev«.

## Parapeti in fortifikacije
Pri utrdbah je parapet ali prsobran zid iz kamna, lesa ali zemlje na zunanjem robu obrambnega zidu ali jarka, ki je zavetje branilcev.  V srednjeveških gradovih, ki so bili pogosto nazobčani (glej: Cina (arhitektura)). V kasnejših artilerijskih utrdbah, so bili parapeti po navadi višji in debelejši. Ti so lahko zagotovili s strelnicami za trdnjavske puške streljanje skozi parapet in iz bankine ali »ognjene stopnje« braniti in streljati pehoti čez vrh. Zgornji del ograje pogosto spuščen proti sovražniku, da se omogoči branilcem streljati navzdol; ta naklon se imenuje superior talus. 